# Sinagoga Mare din Bruxelles

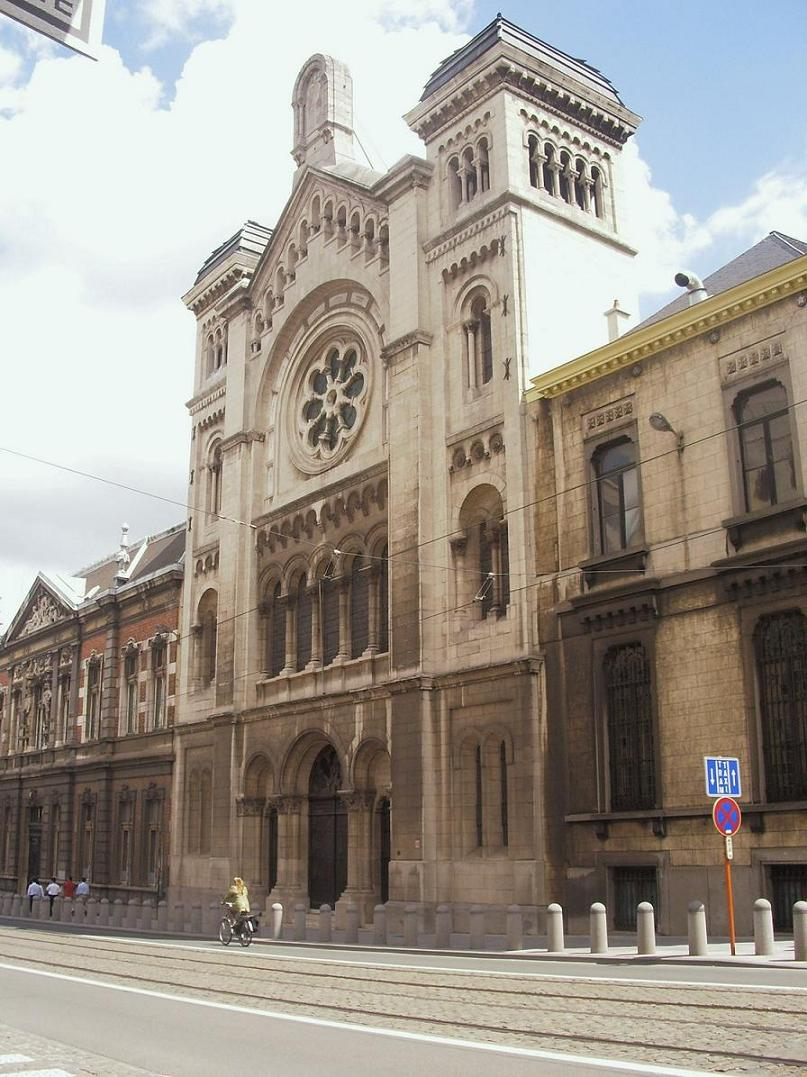
Sinagoga Mare din Bruxelles

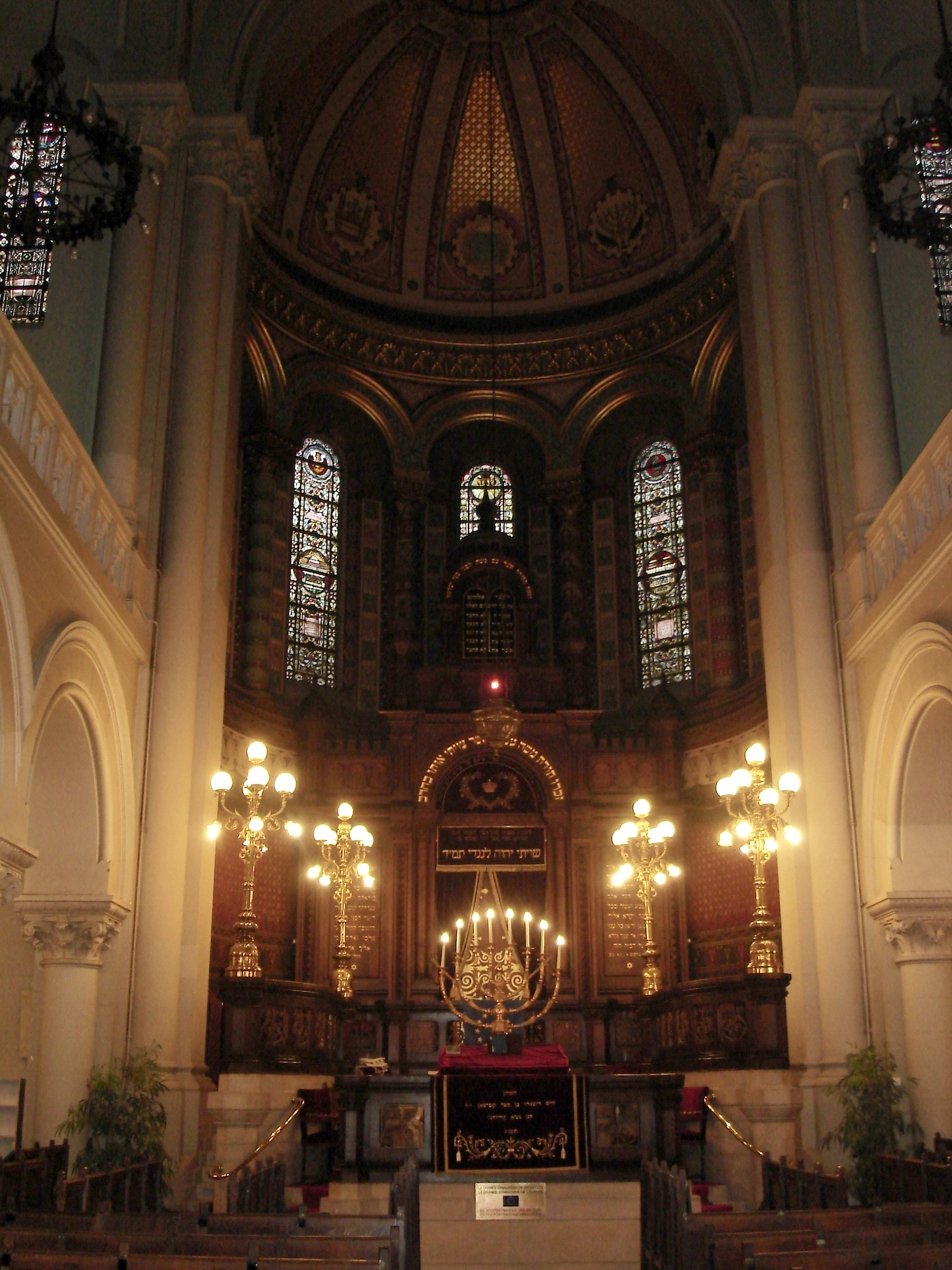
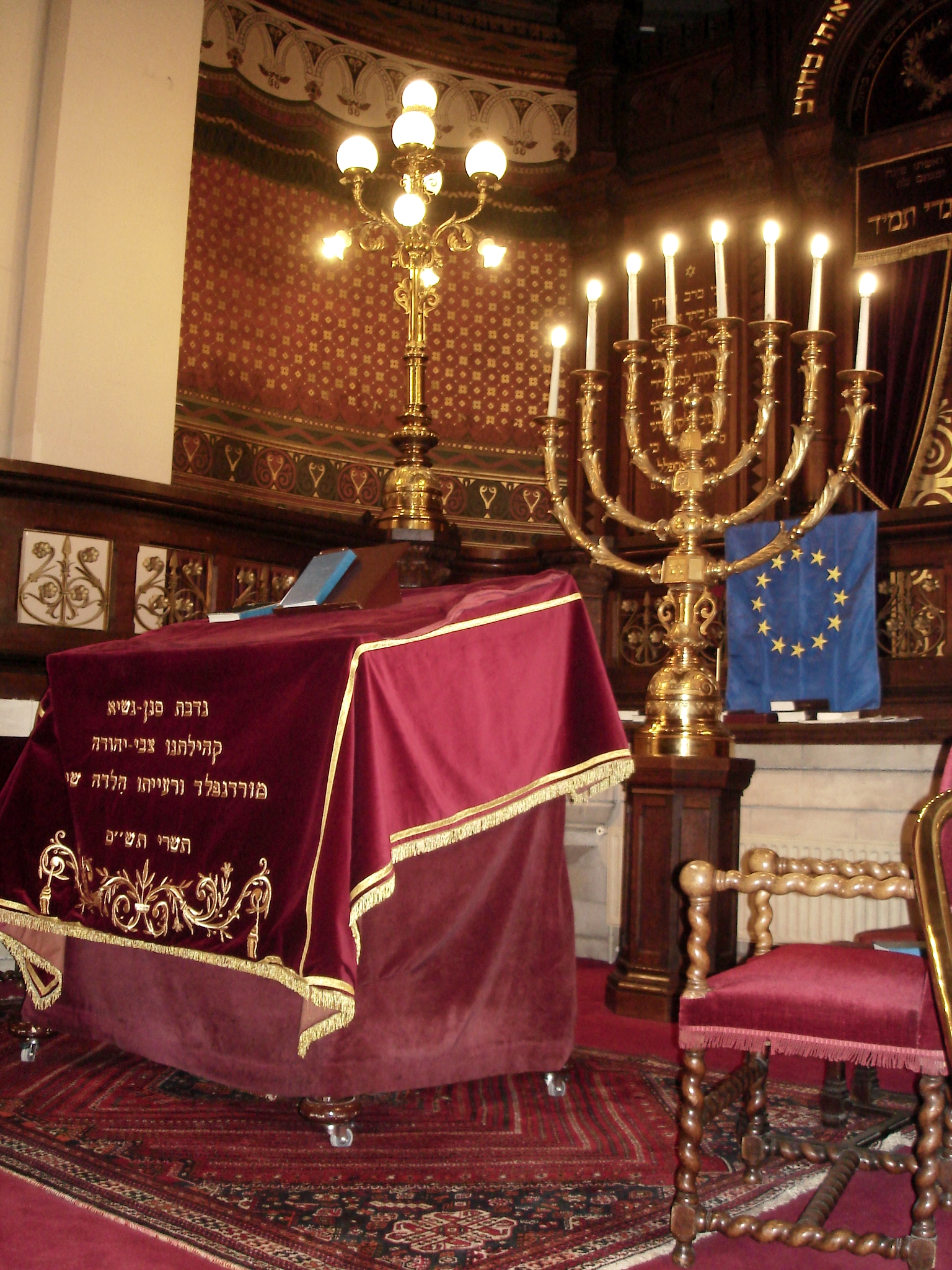
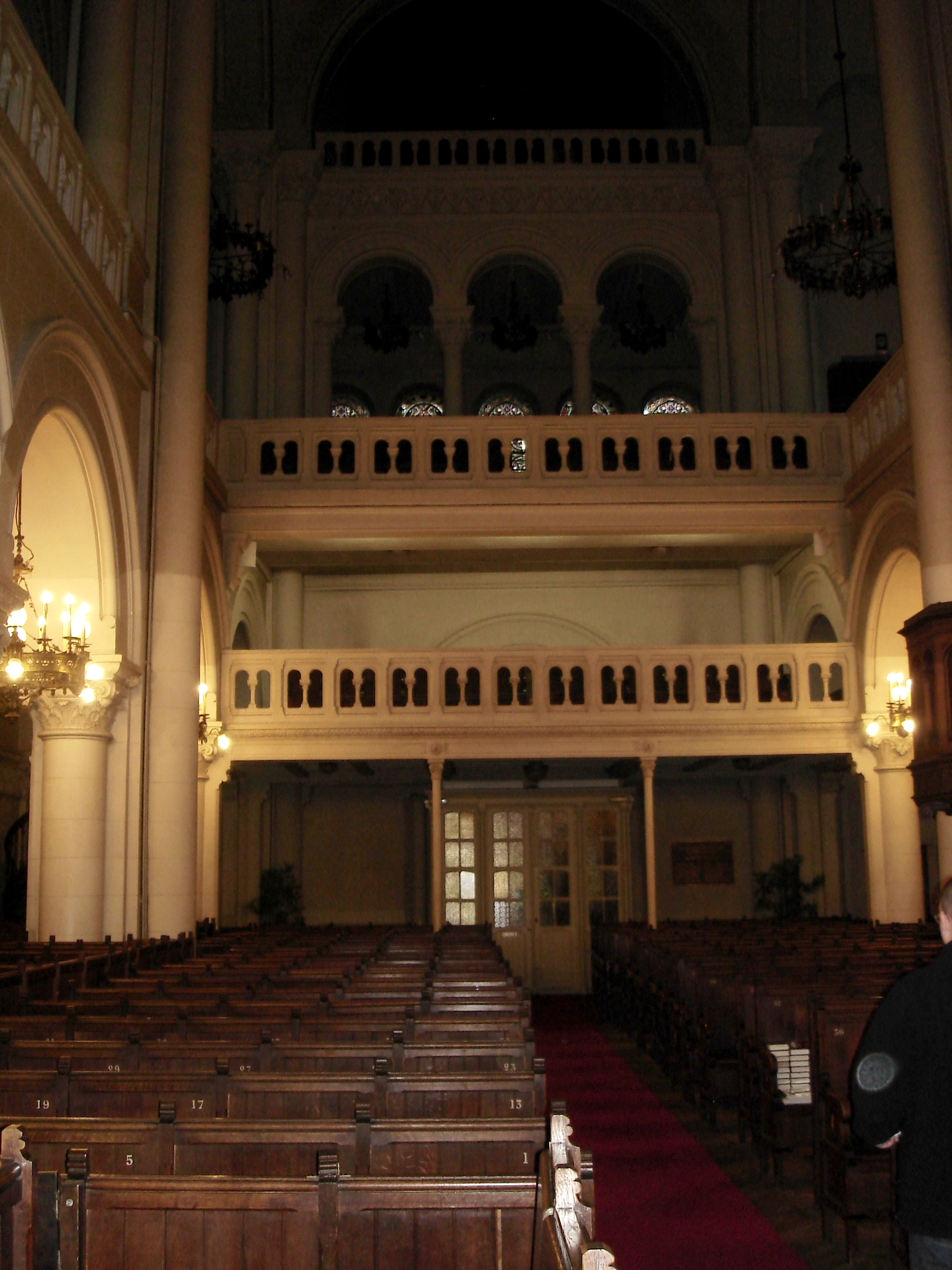
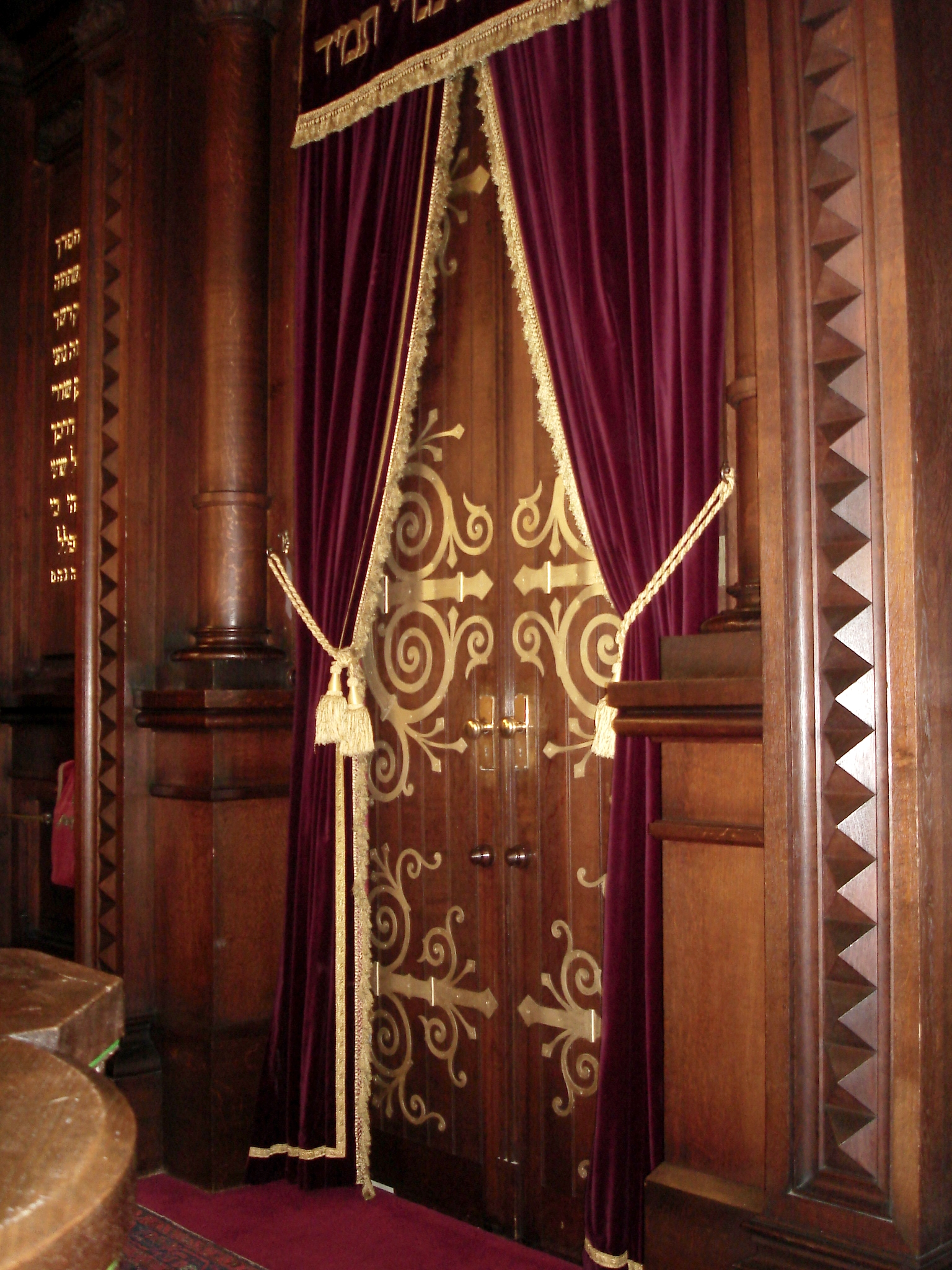
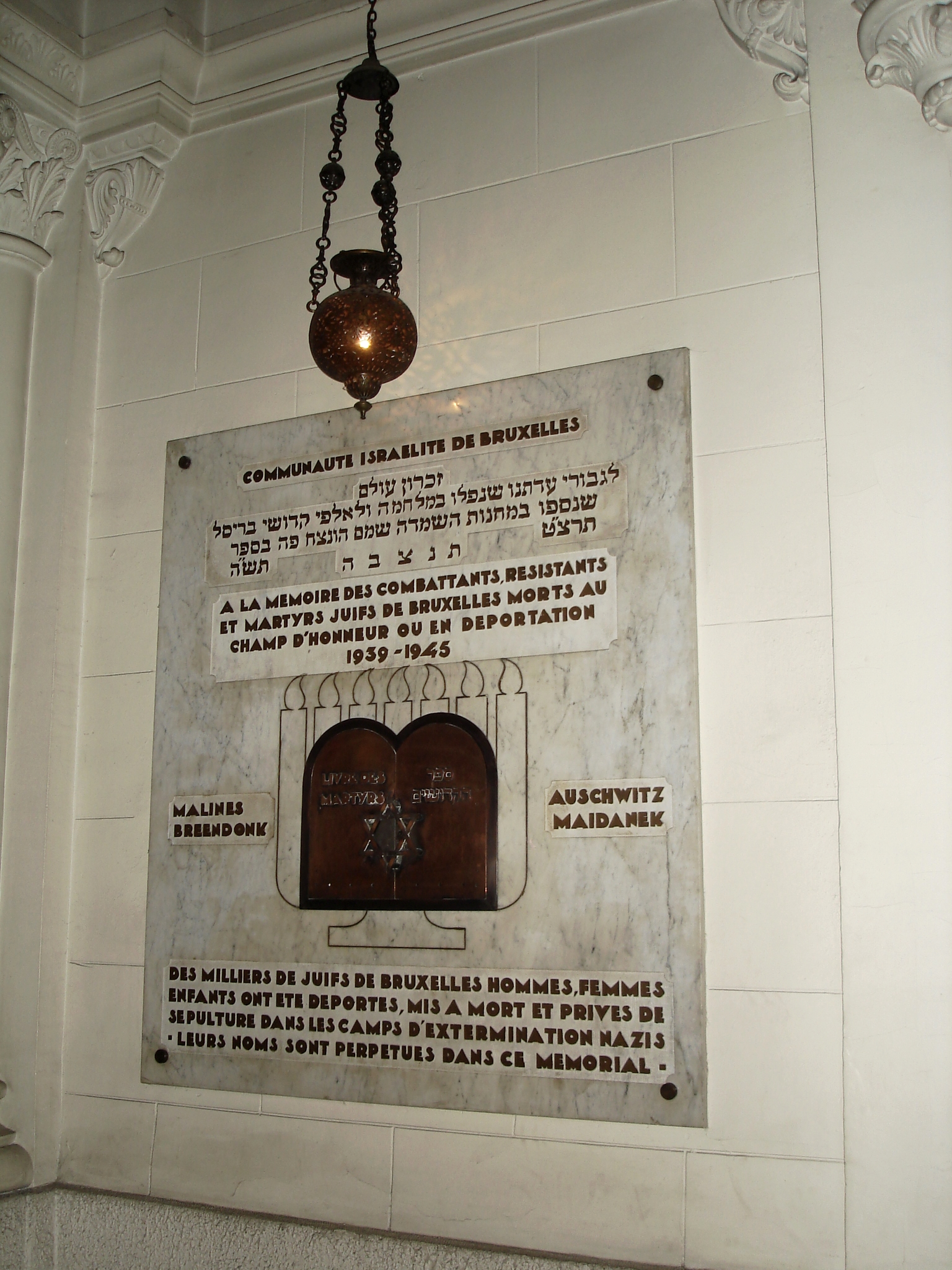
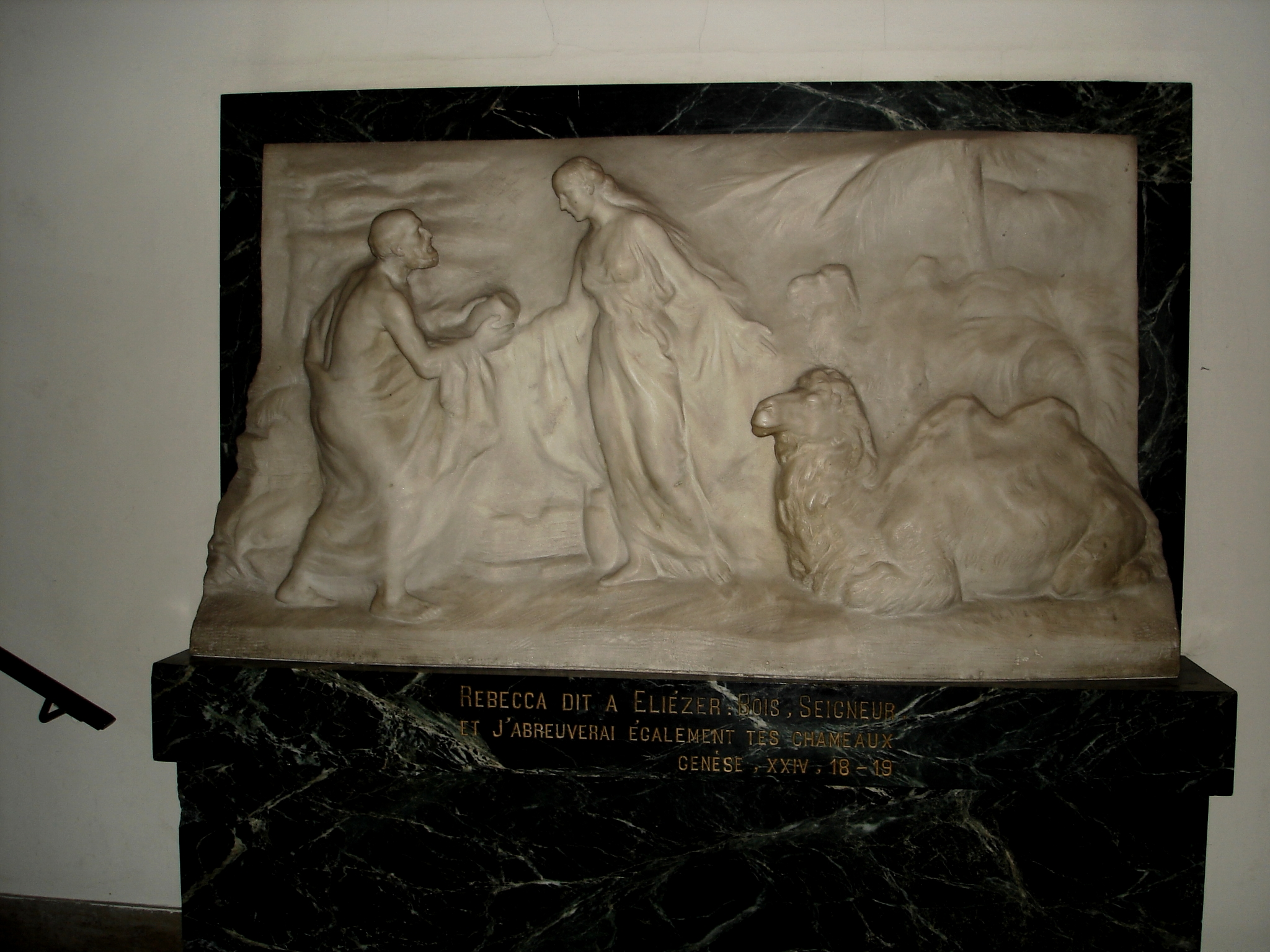

Sinagoga Mare din Bruxelles este un lăcaș de cult evreiesc din Bruxelles. Ea a fost construită în 1878.